# Ingo Politz
Ingo Politz (* 1959) ist ein deutscher Musiker, Komponist, Musikproduzent und Schlagzeuger.

## Leben
Politz nahm Klavier- und Schlagzeugunterricht und besuchte mehrere Musikschulen. 1983 schloss er sein Studium an der Musikhochschule Hanns Eisler in Ost-Berlin ab.
Politz begann seine Karriere als Schlagzeuger bei Keks, ging dann zu Neumis Rock Circus und später zu Datzu.
Nebenbei arbeitete er als Studiomusiker und komponierte Songs. Privat war Politz in dieser Zeit mit Katarina Witt liiert. Ab 1989 war er als Tontechniker in einem Studio tätig, in dem er 1991 auf den Musiker Bernd Wendlandt traf.
Wendlandt gründete einst als Schlagzeuger eine Synthie-Pop-Band, nach dem Ausstieg des Sängers übernahm er diesen Posten und er begann ein Gesangsstudium. Nebenbei arbeitete er als Tontechniker, bis er Ingo Politz kennenlernte. Beide taten sich fortan als Komponisten- und Produzententeam zusammen. Aus dem 8-Spur-Studio sind inzwischen drei professionelle Aufnahmestudios geworden.
1992 veröffentlichten sie ihre erste gemeinsame Produktion mit Wiebke Schroeder, aus der die Single Hände weg von meiner Seele (Eastwest) hervorging. 1992 erreichte die Single den 70. Platz der deutschen Charts. Für den Text der Sängerin wurde sie in jenem Jahr mit dem Fred-Jay-Preis für ihren innovativen Umgang mit der deutschen Sprache ausgezeichnet. Außerdem erhielt sie die Goldene Stimmgabel als die Beste Newcomerin des Jahres. Ihre Folgesingle Ohne Dich erreichte Platz 72. Ein Jahr später erschien das Album Zwing mich zum Glück.
1994 gründeten Politz und Wendlandt das gemeinsame Label Turbo Beat mit angeschlossenem Verlag. Für die geschäftlichen Belange konnten sie Frank Maaß gewinnen. 2002 folgte die Auflösung des Labels.
Die beiden Ost-Berliner Politz und Wendland produzierten unter dem Namen Sandmann's Dummies Parodien auf Lieder der TV-Kinderserie Unser Sandmännchen. Die erste Dance-Single war Ach du meine Nase (Amiga), die Platz 16 erreichte und sich 17 Wochen in den Charts hielt. Die Folgesingle Der Fuchs geht durch den Wald (featuring Herr Fuchs & Frau Elster) erreichte als Höchstnotierung Platz 45 und hielt sich vier Wochen in den Charts.
Mit Mike Lehmann, einem Berliner Disk-Jockey von Radio Fritz, produzierten das Team 1996 ein Hardcore-Comedy-Album namens Kannste abhaken, das auf dem Turbo Beat-Label im Vertrieb von BMG/Aris erschien.
1996 begannen sie ihre Zusammenarbeit mit der Dance-Gruppe X-Perience (WEA), die auf das Produzententeam Politz/Wendlandt aufmerksam geworden war. Das erste von ihnen produzierte Album hieß Magic Fields, erreichte als Höchstnotierung Platz 22 und blieb 19 Wochen in den Charts vertreten. Daraus wurden folgende Singles veröffentlicht:
- Circles of Love (März 1996) erreichte Platz 72 und war sechs Wochen in den Hitlisten notiert.
- A Neverending Dream, die Platz 4 erreichte und sich 26 Wochen in den Charts behaupten konnte. In Finnland wurde diese Single mit Platin, in Deutschland mit Gold (für 250.000 verkaufte Exemplare) ausgezeichnet. Im Februar 1997 erschien die Single
- Magic Fields, die Platz 34 erreichte und neun Wochen in den Charts vertreten war. Das

zweite Album von X-Perience,
- Take Me Home erreichte Platz 22 der Charts. Daraus wurde die Vorabsingle
- I Don’t Care ausgekoppelt, die Rang 33 erreichte und sich neun Wochen in den deutschen Singlecharts behauptete.

Ab Juni 1997 arbeiteten sie mit Bell, Book & Candle (BMG Musik Berlin) zusammen. Der erste Hit Rescue Me erreichte Platz 3 in den Charts und hatte mit 900.000 verkauften Singles die Platinmarke weit überschritten. Die Single wurde in zahlreichen Ländern, von Skandinavien bis Südostasien, veröffentlicht. Es folgten vier weitere Alben und sechs Singles, davon fünf in den Top 100.
Im Frühjahr 2002 gründeten Politz und Wendland das Forum Valicon, dafür konnten sie Andre „Brix“ Buchmann (DJ Brix) und Tommy Remm aus dem Produktionsteam von Jeanette Biedermann gewinnen, der zu dieser Zeit Songs für das damalige Christina-Stürmer-Album lieferte.
Für das Album der Gruppe Angelzoom (Label: Nuclear Blast) lieferten Politz und Wendlandt sämtliche Songs sowie die Single Fairyland, die Anfang Oktober 2004 auf den Markt kam. Die Single Back in the Moment featuring Joachim Witt konnte sich in den Top 60 der Charts platzieren. Zwischenzeitlich schrieb Bernd Wendlandt den Horror-Score zu dem US-amerikanischen Film Alone in the Dark. 2002 produzierten Politz/Wendlandt das von Nik Page stammende Album Sacrifight (BMG). Anfang Oktober 2004 erschien das nächste Album Sin Machine (Wannsee Records) sowie die Single Dein Kuss – ein Duett mit Joachim Witt.

## Valicon
Im April 2005 gründeten Ingo Politz, Bernd Wendlandt, Brix und Jörg Hackerdas das Valicon-Label, das im Vertrieb von Sony BMG steht. Anfangs produzierten sie die Gruppe Rivo Drei, deren Debütsingle Flugzeuge (April 2005) und das Album Yeah!, Jawohl und überhaupt. Die von Brix, Politz und Wendland produzierte schwedische Gruppe Itchycoo sowie das Berliner Newcomer-Duo Jenna & Ron stiegen ebenfalls in die Charts ein. In der Folge produzierten sie das zweite Album der Gruppe Angelzoom und das zweite Album von Silbermond (Laut gedacht), das bei Sony BMG erschien.
Weitere von Valicon produzierte Bands und Interpreten sind Eisblume, Lena Meyer-Landrut, Silly, Jennifer Rush und Faun.

## Chartplatzierungen als Autor/Produzent
| Jahr | Titel Interpretation                                                              | Höchstplatzierung, Gesamtwochen, AuszeichnungChartplatzierungen (Jahr, Titel, Interpretation, Platzierungen, Wochen, Auszeichnungen, Anmerkungen) | Höchstplatzierung, Gesamtwochen, AuszeichnungChartplatzierungen (Jahr, Titel, Interpretation, Platzierungen, Wochen, Auszeichnungen, Anmerkungen) | Höchstplatzierung, Gesamtwochen, AuszeichnungChartplatzierungen (Jahr, Titel, Interpretation, Platzierungen, Wochen, Auszeichnungen, Anmerkungen) | Höchstplatzierung, Gesamtwochen, AuszeichnungChartplatzierungen (Jahr, Titel, Interpretation, Platzierungen, Wochen, Auszeichnungen, Anmerkungen) | Anmerkungen                                                  |
| Jahr | Titel Interpretation                                                              | DE | AT | CH | UK | Anmerkungen                                                  |
| ---- | --------------------------------------------------------------------------------- | --- | --- | --- | --- | ------------------------------------------------------------ |
| 1992 | Hände weg von meiner Seele Wiebke Schröder                                        | DE70 (4 Wo.)DE | — | — | — | Erstveröffentlichung: 1992                                   |
| 1993 | Ohne Dich Wiebke Schröder                                                         | DE72 (6 Wo.)DE | — | — | — | Erstveröffentlichung: 1993                                   |
| 1995 | Ach du meine Nase Sandmann’s Dummies feat. Pitty Platsch & Schnatte Rienchen      | DE16 (17 Wo.)DE | — | — | — | Erstveröffentlichung: 1994                                   |
| 1995 | Der Fuchs geht durch den Wald Sandmann’s Dummies feat. Herr Fuchs und Frau Elster | DE45 (4 Wo.)DE | — | — | — | Erstveröffentlichung: 1995                                   |
| 1996 | Circles Of Love X-Perience                                                        | DE72 (7 Wo.)DE | — | — | — | Erstveröffentlichung: 1995                                   |
| 1996 | A Neverending Dream X-Perience                                                    | DE4 (26 Wo.)DE | — | CH7 (10 Wo.)CH | — | Erstveröffentlichung: August 1996                            |
| 1997 | Magic Fields X-Perience                                                           | DE34 (9 Wo.)DE | — | — | — | Erstveröffentlichung: 1997                                   |
| 1997 | Rescue Me Bell Book & Candle                                                      | DE3 Platin · (32 Wo.)DE | AT2 Platin · (16 Wo.)AT | CH6 (23 Wo.)CH | UK63 (2 Wo.)UK | Erstveröffentlichung: 9. Juni 1997 Verkäufe: + 550.000       |
| 1997 | I Don’t Care X-Perience                                                           | DE33 (10 Wo.)DE | — | — | — | Erstveröffentlichung: 1997                                   |
| 1998 | Read My Sign Bell, Book & Candle                                                  | DE53 (9 Wo.)DE | AT26 (8 Wo.)AT | CH39 (6 Wo.)CH | — | Erstveröffentlichung: 12. Januar 1998                        |
| 1998 | Never Giving Up Now Gil Ofarim                                                    | DE37 (6 Wo.)DE | AT40 (2 Wo.)AT | CH15 (5 Wo.)CH | — | Erstveröffentlichung: 1998                                   |
| 1998 | Bliss in My Tears Bell, Book & Candle                                             | DE79 (6 Wo.)DE | — | — | — | Erstveröffentlichung: 1998                                   |
| 2001 | Catch You Bell, Book & Candle                                                     | DE73 (5 Wo.)DE | — | — | — | Erstveröffentlichung: 2001                                   |
| 2003 | I Don’t Think So! Gracia Baur                                                     | DE3 (11 Wo.)DE | AT20 (9 Wo.)AT | CH12 (10 Wo.)CH | — | Erstveröffentlichung: 14. Juli 2003                          |
| 2004 | Mach’s dir selbst! Silbermond                                                     | DE56 (3 Wo.)DE | — | — | — | Erstveröffentlichung: 1. März 2004                           |
| 2004 | Durch die Nacht Silbermond                                                        | DE20 (22 Wo.)DE | AT53 (10 Wo.)AT | — | — | Erstveröffentlichung: 1. Juni 2004                           |
| 2004 | Pata Pata D'jaa                                                                   | DE65 (5 Wo.)DE | — | — | — | Erstveröffentlichung: 12. Juli 2004                          |
| 2004 | Fairyland Angelzoom                                                               | DE87 (1 Wo.)DE | — | — | — | Erstveröffentlichung: 2004                                   |
| 2004 | Symphonie Silbermond                                                              | DE5 Gold · (26 Wo.)DE | AT4 (27 Wo.)AT | CH56 (24 Wo.)CH | — | Erstveröffentlichung: 27. September 2004 Verkäufe: + 150.000 |
| 2004 | Here I Am Alexander Klaws                                                         | DE19 (9 Wo.)DE | AT45 (3 Wo.)AT | CH98 (1 Wo.)CH | — | Erstveröffentlichung: 18. Oktober 2004                       |
| 2004 | Alles was bleibt Patrick Dewayne                                                  | DE25 (9 Wo.)DE | — | — | — | Erstveröffentlichung: 18. Oktober 2004                       |
| 2004 | Do You Love Me Preluders                                                          | DE50 (9 Wo.)DE | — | — | — | Erstveröffentlichung: 8. November 2004                       |
| 2005 | Zeit für Optimisten Silbermond                                                    | DE18 (10 Wo.)DE | AT30 (9 Wo.)AT | CH42 (6 Wo.)CH | — | Erstveröffentlichung: 20. März 2005                          |
| 2006 | I Still Burn Tobias Regner                                                        | DE1 Gold · (13 Wo.)DE | AT1 (16 Wo.)AT | CH1 (17 Wo.)CH | — | Erstveröffentlichung: 24. März 2006 Verkäufe: + 150.000      |
| 2006 | Unendlich Silbermond                                                              | DE10 (15 Wo.)DE | AT14 (17 Wo.)AT | CH23 (22 Wo.)CH | — | Erstveröffentlichung: 31. März 2006                          |
| 2006 | Don’t Let It Get You Down Mike Leon Grosch                                        | DE1 (11 Wo.)DE | AT6 (10 Wo.)AT | CH2 (14 Wo.)CH | — | Erstveröffentlichung: 18. März 2006                          |
| 2006 | Mittendrin Jenna+Ron                                                              | DE98 (1 Wo.)DE | — | — | — | Erstveröffentlichung: 2006                                   |
| 2006 | Meer sein Silbermond                                                              | DE32 (9 Wo.)DE | AT36 (6 Wo.)AT | CH69 (4 Wo.)CH | — | Erstveröffentlichung: 7. Juli 2006                           |
| 2006 | She’s So Tobias Regner                                                            | DE38 (7 Wo.)DE | AT65 (3 Wo.)AT | CH91 (1 Wo.)CH | — | Erstveröffentlichung: 7. Juli 2006                           |
| 2006 | Das Beste Silbermond                                                              | DE1 ×2Doppelplatin · (85 Wo.)DE | AT1 Platin · (46 Wo.)AT | CH3 (53 Wo.)CH | — | Erstveröffentlichung: 6. Oktober 2006 Verkäufe: + 630.000    |
| 2006 | From Noon Till Midnight Michelle Hunziker                                         | DE84 (1 Wo.)DE | AT74 (1 Wo.)AT | CH98 (1 Wo.)CH | — | Erstveröffentlichung: 2006                                   |
| 2006 | Vergiss mich Luttenberger*Klug                                                    | DE29 (9 Wo.)DE | AT6 Gold · (40 Wo.)AT | — | — | Erstveröffentlichung: 2006 Verkäufe: + 15.000                |
| 2007 | Jung und willig Jenna+Ron                                                         | DE41 (9 Wo.)DE | — | — | — | Erstveröffentlichung: 2006                                   |
| 2007 | Das Ende vom Kreis Silbermond                                                     | DE27 (9 Wo.)DE | — | — | — | Erstveröffentlichung: 30. März 2007                          |
| 2007 | Ich kann nix dafür Nena, Olli & Stephan Remmler                                   | DE10 (14 Wo.)DE | AT41 (9 Wo.)AT | CH92 (1 Wo.)CH | — | Erstveröffentlichung: 13. April 2007                         |
| 2007 | Lovesongs (They Kill Me) Cinema Bizarre                                           | DE9 (9 Wo.)DE | AT32 (8 Wo.)AT | — | — | Erstveröffentlichung: 14. September 2007                     |
| 2007 | Weil es mich nur 1x gibt Luttenberger*Klug                                        | — | AT6 (16 Wo.)AT | — | — | Erstveröffentlichung: 2007                                   |
| 2008 | All That I Am Lisa Bund                                                           | DE63 (3 Wo.)DE | — | — | — | Erstveröffentlichung: 29. Februar 2008                       |
| 2008 | Love Is You Thomas Godoj                                                          | DE1 Gold · (13 Wo.)DE | AT1 (12 Wo.)AT | CH1 (11 Wo.)CH | — | Erstveröffentlichung: 23. Mai 2008 Verkäufe: + 150.000       |
| 2008 | Helden gesucht Thomas Godoj                                                       | DE12 (10 Wo.)DE | AT39 (5 Wo.)AT | CH98 (1 Wo.)CH | — | Erstveröffentlichung: 29. August 2008                        |
| 2009 | Eisblumen Eisblume                                                                | DE3 (18 Wo.)DE | AT25 (13 Wo.)AT | CH97 (1 Wo.)CH | — | Erstveröffentlichung: 16. Januar 2009                        |
| 2009 | Irgendwas bleibt Silbermond                                                       | DE1 Platin · (39 Wo.)DE | AT2 Gold · (30 Wo.)AT | CH1 (32 Wo.)CH | — | Erstveröffentlichung: 20. Februar 2009 Verkäufe: + 315.000   |
| 2009 | Leben ist schön Eisblume                                                          | DE18 (9 Wo.)DE | AT55 (3 Wo.)AT | — | — | Erstveröffentlichung: 24. April 2009                         |
| 2009 | Ich bereue nichts Silbermond                                                      | DE20 (14 Wo.)DE | AT30 (14 Wo.)AT | CH79 (2 Wo.)CH | — | Erstveröffentlichung: 12. Juni 2009                          |
| 2009 | Broken Livingston                                                                 | DE25 (10 Wo.)DE | AT43 (4 Wo.)AT | CH69 (2 Wo.)CH | — | Erstveröffentlichung: 2009                                   |
| 2009 | Krieger des Lichts Silbermond                                                     | DE8 Gold · (33 Wo.)DE | AT15 (28 Wo.)AT | CH62 (9 Wo.)CH | — | Erstveröffentlichung: 16. Oktober 2009 Verkäufe: + 150.000   |
| 2009 | Louise Eisblume feat. Scala                                                       | DE29 (6 Wo.)DE | — | — | — | Erstveröffentlichung: 6. November 2009                       |
| 2010 | Go Livingston                                                                     | DE53 (3 Wo.)DE | — | — | — | Erstveröffentlichung: 2010                                   |
| 2010 | Ich sag nicht ja Silly                                                            | DE68 (3 Wo.)DE | — | — | — | Erstveröffentlichung: 2010                                   |
| 2010 | Satellite Lena Meyer-Landrut                                                      | DE1 ×2Doppelplatin · (41 Wo.)DE | AT2 (24 Wo.)AT | CH1 Platin · (24 Wo.)CH | UK30 (3 Wo.)UK | Erstveröffentlichung: 13. März 2010 Verkäufe: + 665.000      |
| 2010 | Satellite Jennifer Braun                                                          | DE32 (2 Wo.)DE | — | — | — | Erstveröffentlichung: 13. März 2010                          |
| 2010 | Alles rot Silly                                                                   | DE27 (10 Wo.)DE | — | — | — | Erstveröffentlichung: 2010                                   |
| 2010 | Stalker Christian Durstewitz                                                      | DE38 (5 Wo.)DE | — | — | — | Erstveröffentlichung: 8. Oktober 2010                        |
| 2012 | Himmel auf Silbermond                                                             | DE5 Gold · (21 Wo.)DE | AT6 (9 Wo.)AT | CH21 Gold · (16 Wo.)CH | — | Erstveröffentlichung: 23. Januar 2012 Verkäufe: + 165.000    |
| 2012 | Ich bin ich Glasperlenspiel                                                       | DE32 (9 Wo.)DE | — | — | — | Erstveröffentlichung: 16. März 2012                          |
| 2012 | FdsmH (Für dich schlägt mein Herz) Silbermond                                     | DE53 (6 Wo.)DE | AT69 (1 Wo.)AT | — | — | Erstveröffentlichung: 6. Juli 2012                           |
| 2012 | Freundschaft Glasperlenspiel                                                      | DE17 (12 Wo.)DE | AT47 (5 Wo.)AT | CH66 (1 Wo.)CH | — | Erstveröffentlichung: 24. August 2012                        |
| 2012 | Ja Silbermond                                                                     | DE13 Gold · (27 Wo.)DE | AT31 (17 Wo.)AT | CH26 (12 Wo.)CH | — | Erstveröffentlichung: 19. Oktober 2012 Verkäufe: + 150.000   |
| 2013 | Deine Stärken Silly                                                               | DE19 (13 Wo.)DE | — | — | — | Erstveröffentlichung: 2013                                   |
| 2014 | Is It Right Elaiza                                                                | DE4 Gold · (18 Wo.)DE | AT14 (10 Wo.)AT | CH43 (1 Wo.)CH | — | Erstveröffentlichung: 28. Februar 2014 Verkäufe: + 200.000   |
| 2014 | Fight Against Myself Elaiza                                                       | DE50 (1 Wo.)DE | — | — | — | Erstveröffentlichung: 2014                                   |
| 2014 | Without Elaiza                                                                    | DE88 (1 Wo.)DE | — | — | — | Erstveröffentlichung: 2014                                   |
| 2015 | Herz über Kopf Joris                                                              | DE14 Platin · (48 Wo.)DE | AT3 Gold · (24 Wo.)AT | CH26 (17 Wo.)CH | — | Erstveröffentlichung: 13. März 2015 Verkäufe: + 415.000      |

## Auszeichnungen für Musikverkäufe
Anmerkung: Auszeichnungen in Ländern aus den Charttabellen bzw. Chartboxen sind in ebendiesen zu finden.
| Land/RegionAuszeichnungen für Musikverkäufe (Land/Region, Auszeichnungen, Verkäufe, Quellen) | Gold       | Platin     | Verkäufe  | Quellen              |
| -------------------------------------------------------------------------------------------- | ---------- | ---------- | --------- | -------------------- |
| Dänemark (IFPI)                                                                              | Gold1      | —          | 15.000    | ifpi.dk              |
| Deutschland (BVMI)                                                                           | 7× Gold7   | 7× Platin7 | 3.250.000 | musikindustrie.de    |
| Österreich (IFPI)                                                                            | 3× Gold3   | Platin1    | 75.000    | ifpi.at              |
| Schweden (IFPI)                                                                              | Gold1      | —          | 20.000    | sverigetopplistan.se |
| Schweiz (IFPI)                                                                               | Gold1      | Platin1    | 45.000    | hitparade.ch         |
| Insgesamt                                                                                    | 13× Gold13 | 9× Platin9 |           |                      |